# Lista de capítulos de Monster
O mangá Monster escrito e ilustrado por Naoki Urasawa, foi publicado pela editora Shogakukan na revista Big Comic Original. O primeiro capítulo de Monster foi publicado em dezembro de 1994 e a publicação encerrou em dezembro de 2001 no capítulo 162, contando com 18 volumes. Nesta página, os capítulos estão listados por volume, com seus respectivos títulos originais (volumes com seus títulos originais abaixo do traduzido e capítulos com seus títulos originais na coluna secundária).
No Brasil, foi licenciado pela editora Conrad. Entre junho de 2006 e abril de 2008 foram lançados 10 volumes. Atualmente, é licenciado pela editora Panini sendo publicado entre junho de 2012 a abril de 2015 em formato tankōbon e republicado em formato kanzenban em dezembro de 2019.

## Volumes 1~9
| - 1. Herr Doktor Tenma - 2. Mate... - 3. A Queda - 4. Irmão e Irmã - 5. Caso de Assassinato - 6. O Homem do BKA - 7. "Monster" - 8. Noite de Execução | - 1. ヘルDr.テンマ (Heru Dokutā Tenma) - 2. ころして・・・ (Koroshite...) - 3. 転落 (Tenraku) - 4. 兄･妹 (Ani - Imōto) - 5. 殺人事件 (Satsujin Jiken) - 6. BKAの男 (BKA no Otoko) - 7. 「モンスター」 ("Monsutā") - 8. 処刑の夜 (Shokei no Yoru) |

| - 9. A Garota de Heidelberg - 10. O Príncipe em Seu Cavalo Branco - 11. Reportagem do Desaparecimento - 12. Aniversário do Terror - 13. Mansão da Tragédia - 14. A Culpa Não é Sua - 15. O Homem a Ser Perseguido - 16. O Velho Militar e a Garota | - 9. ハイデルベルクの少女 (Haideruberuku no Shōjo) - 10. 白馬の王子様 (Hakuba no Ōji-sama) - 11. 失踪記事 (Shissō Kiji) - 12. 戦慄の誕生日 (Senritsu no Tanjōbi) - 13. 惨劇の館 (Sangeki no Yakata) - 14. あなたは悪くない (Anata wa Warukunai) - 15. 追われる男 (Owareru Otoko) - 16. 老兵と少女 (Rōhei to Shōjo) |

| - 17. Passado Apagado - 18. A Lei do Advogado - 19. 511 Kinderheim - 20. O Projeto - 21. Experiência Modesta - 22. Petra e Schumann - 23. Petra e Heinz - 24. O Homem Abandonado | - 17. 消された過去 (Kesareta Kako) - 18. ローヤーの法則 (Rōyā no Hōsoku) - 19. 511キンダーハイム (511 Kindāhaimu) - 20. プロジェクト (Purojekuto) - 21. ささやかな実験 (Sasayakana Jikken) - 22. ペトラとシューマン (Petora to Shūman) - 23. ペトラとハインツ (Petora to Haintsu) - 24. 残された男 (Nokosa reta Otoko) |

| - 25. A Mulher Abandonada - 26. Be My Baby - 27. Professor Geidlitz - 28. A Amiga de Ayse - 29. A Confissão de Wolf - 30. Prato Principal - 31. O Reencontro - 32. A Quinta Colher de Açúcar | - 25. 残された女 (Nokosa reta On'na) - 26. ビー・マイ・ベイビー (Bī Mai Beibī) - 27. グーデリッツ教授 (Gūderittsu Kyōju) - 28. アイシェの友達 (Aishe no Tomodachi) - 29. ヴォルフの告白 (Vorufu no Kokuhaku) - 30. メインディッシュ (Mein Disshu) - 31. 再会 (Saikai) - 32. 五杯目の砂糖 (Go-haime no Satō) |

| - 33. O Abismo do Monstro - 34. O Porão de Jurgens - 35. Depois da Festa - 36. Viagem à Freiham - 37. Férias Maravilhosas - 38. Vingança no Tambor da Arma - 39. Amanhã Fará Tempo Bom - 40. A Expectativa de Lunge - 41. A Armadilha de Lunge | - 33. 怪物の深淵 (Kaibutsu no Shin'en) - 34. ユルグンスの物置き (Yurugunsu no Monooki) - 35. カーニバルのあと (Kānibaru no Ato) - 36. フライハムへの旅 (Furaihamu e no Tabi) - 37. 幸せな休日 (Shiawasena Kyūjitsu) - 38. 復讐の銃口 (Fukushū no Jūkō) - 39. 明日は晴れる (Ashita wa Hareru) - 40. ルングの期待 (Rungu no Kitai) - 41. ルングの罠 (Rungu no Wana) |

| - 42. Confronto - 43. No Fundo do Poço - 44. A Declaração de Eva - 45. Homens à Mesa de Jantar - 46. O Inimigo Invisível - 47. O Rapaz de Terça-feira - 48. O Rapaz de Quinta-feira - 49. Mistério Deixado pra Trás - 50. A Floresta Secreta | - 42. 対決 (Taiketsu) - 43. 転落の果て (Tenraku no Hate) - 44. エヴァの告白 (Eva no Kokuhaku) - 45. 男達の食卓 (Otokotachi no Shokutaku) - 46. 見えざる敵 (Miezaru Teki) - 47. 火曜日の青年 (Kayōbi no Seinen) - 48. 木曜日の青年 (Mokuyōbi no Seinen) - 49. 残された謎 (Nokosa reta Nazo) - 50. 秘密の森 (Himitsu no Mori) |

| - 51. Richard - 52. Prova Material - 53. Claro Como o Dia - 54. Um Único Caso - 55. A Jornada de Johan - 56. Execução - 57. A Determinação - 58. O Dias de Reichwein - 59. À Luz do Dia | - 51. リヒャルト (Rihyaruto) - 52. 証拠の品 (Shōko no Shina) - 53. 白日の下に (Shirahi no Shita ni) - 54. ただ一つの事件 (Tada Hitotsu no Jiken) - 55. ヨハンへの旅 (Yohan e no Tabi) - 56. 処刑 (Shokei) - 57. ある決意 (Aru Ketsui) - 58. ライヒクインの日々 (Raihikuin no Hibi) - 59. 白日の下へ (Shirahi no Shita e) |

| - 60. É Possível Provar - 61. Após a Festa - 62. Solo Sagrado - 63. A Visão das Crianças - 64. Patrimônio da Humanidade - 65. Além das Trevas - 66. Vá para a Luz - 67. Eu Sou Tenma - 68. Herói Sem Nome | - 60. 立証可能 (Risshō Kanō) - 61. パーティーのあと (Pātī no Ato) - 62. 聖域 (Seiiki) - 63. 子どもの情景 (Kodomo no Jōkei) - 64. 人類の財産 (Jinrui no Zaisan) - 65. 闇の果て (Yami no Hate) - 66. 光を当てろ (Hikari o Atero) - 67. 私はテンマ (Watashi wa Tenma) - 68. 名なしのヒーロー (Na Nashi no Hīrō) |

| - 69. Um Monstro Além - 70. O Monstro do Caos - 71. O Monstro Sem Nome - 72. A Dança das Formigas - 73. O Demônio em Meus Olhos - 74. A Carta da Mãe - 75. Vestígios da Alma - 76. O Inferno em Seus Olhos - 77. Sapos na Terra dos Contos de Fadas | - 69. さらなる怪物 (Saranaru Kaibutsu) - 70. 混沌の怪物 (Konton no Kaibutsu) - 71. なまえのないかいぶつ (Namae no Nai Kaibutsu) - 72. 蟻たちの饗宴 (Ari-tachi no Kyōen) - 73. 我が目の悪魔 (Waga-me no Akuma) - 74. 母からの手紙 (Haha kara no Tegami) - 75. 心の痕跡 (Kokoro no Konseki) - 76. 目の中の地獄 (Me no Naka no Jigoku) - 77. おとぎの国のカエル (Otogi no Kuni no Kaeru) |

## Volumes 10~18
| - 78. Grimmer - 79. Piquenique - 80. Os Fantasmas do 511 - 81. Uma Nova Experiência - 82. Chave - 83. As Aventuras do Magnífico Steiner - 84. Detetive Suk - 85. Investigação Ultrassecreta - 86. Algo Muito Importante | - 78. グリマー (Gurimā) - 79. ピクニック (Pikunikku) - 80. 511の亡霊 (511 no Bōrei) - 81. 新たなる実験 (Aratanaru Jikken) - 82. 鍵 (Kagi) - 83. 超人シュタイナーの冒険 (Chōjin Shutainā no Bōken) - 84. スーク刑事 (Sūku Deka) - 85. 極秘調査 (Gokuhi Chōsa) - 86. 大切な物 (Taisetsuna mono) |

| - 87. Escuridão Dupla - 88. A Pós-imagem do Monstro - 89. Reprodução da Gravação - 90. Contato - 91. Ponto Cego - 92. Memórias do Magnífico Steiner - 93. Lembranças de Chocolate - 94. A Porta do Pesadelo - 95. A Coisa Mais Assustadora | - 87. 二つの闇 (Futatsu no Yami) - 88. 怪物の残像 (Kaibutsu no Zanzō) - 89. 録音再生 (Rokuon Saisei) - 90. 接点 (Setten) - 91. 死角 (Shikaku) - 92. 超人シュタイナーの思い出 (Chōjin Shutainā no Omoide) - 93. ココアの記憶 (Kokoa no Kioku) - 94. 悪夢の扉 (Akumu no Tobira) - 95. 一番怖いもの (Ichiban Kowai mono) |

| - 96. Férias Longas - 97. O Grupo dos Garotos Detetives - 98. A Coisa Mais Cruel - 99. Cidade de Fronteira - 100. A Mansão das Rosas - 101. A Porta Fechada - 102. Longa Despedida - 103. Procurando Helenka - 104. Pessoas Abandonadas | - 96. 長い休暇 (Nagai Kyūka) - 97. 少年探偵団 (Shōnen Tantei-dan) - 98. 一番残酷なこと (Ichiban Zankokuna Koto) - 99. 国境の街 (Kokkyō no Machi) - 100. バラの屋敷 (Bara no Yashiki) - 101. 開かずの扉 (Akazu no Tobira) - 102. 長いお別れ (Nagai o Wakare) - 103. ヘレンカを捜して (Herenka o Sagashite) - 104. 残された人々 (Nokosa reta Hitobito) |

| - 105. Carta de Amor do Monstro - 106. O Fugitivo - 107. Advogado - 108. A Testemunha - 109. Determinação - 110. Sanduíche com Lama - 111. Helene e Gustav - 112. Deserção - 113. Sala Nº 402 | - 105. 怪物のラブレター (Kaibutsu no Rabu Retā) - 106. 脱獄囚 (Datsugoku-shū) - 107. 弁護士 (Bengoshi) - 108. 目撃者 (Mokugeki-sha) - 109. 決意 (Ketsui) - 110. 泥だらけのサンドイッチ (Doro-darake no Sandoitchi) - 111. ヘレーネとグスタフ (Herēne to Gusutafu) - 112. 脱走 (Dassō) - 113. 402号室 (402 Gōshitsu) |

| - 114. O Filho do Espião - 115. A Viagem sem Fim - 116. Marionetista - 117. O Filhos do Recital - 118. Na Noite Daquele Dia - 119. O Campo de Visão de Johan - 120. Memórias Agradáveis - 121. Trabalho Desagradável - 122. O Pior dos Laços | - 114. スパイの子 (Supai no Ko) - 115. 終わらない旅 (Owaranai Tabi) - 116. 人形使い (Ningyōdzukai) - 117. 朗読会の子供たち (Rōdoku-kai no Kodomo-tachi) - 118. あの日の夜 (Ano Hi no Yoru) - 119. ヨハンの見た風景 (Yohan no Mita Fūkei) - 120. 楽しい思い出 (Tanoshī Omoide) - 121. いやな仕事 (Iyana Shigoto) - 122. 最悪のネクタイ (Saiaku no Nekutai) |

| - 123. A Festa Acabou - 124. O Homem que Viu o Diabo - 125. Amigo do Diabo - 126. O Homem que Sabe Demais - 127. Reunião de Tristeza - 128. A Memória de Nina - 129. Memórias do Recital - 130. A Porta das Memórias - 131. Refeição Agradável | - 123. パーティー イズ オーバー (Pātī Izu Ōbā) - 124. 悪魔を見た男 (Akuma o Mita Otoko) - 125. 悪魔の友だち (Akuma no Tomodachi) - 126. 知りすぎた男 (Shiri Sugita Otoko) - 127. 哀しみの再会 (Kanashimi no Saikai) - 128. ニナの記憶 (Nina no Kioku) - 129. 朗読会の思い出 (Rōdoku-kai no Omoide) - 130. 記憶の扉 (Kioku no Tobira) - 131. 楽しい食卓 (Tanoshī Shokutaku) |

| - 132. Para Além do Telhado - 133. A Resposta da Amizade - 134. Taxista - 135. Assassinatos Não Relacionados - 136. A Melancolia do Bebê - 137. Passos Terríveis - 138. As Pegadas de Johan - 139. Matança - 140. Papai e Mamãe - 141. Bem-vindo de Volta | - 132. 屋根の向こうまで (Yane no Mukō Made) - 133. 友情の答え (Yūjō no Kotae) - 134. タクシー ドライバー (Takushī Doraibā) - 135. 無関係な殺人 (Mukankeina Satsujin) - 136. 赤ん坊の憂うつ (Akanbō no Yūutsu) - 137. 恐怖の足音 (Kyōfu no Ashioto) - 138. ヨハンの足跡 (Yohan no Ashiato) - 139. 殺し合い (Koroshiai) - 140. 父さん母さん (Tōsan Kāsan) - 141. おかえり (Okaeri) |

| - 142. Estou em Casa - 143. Onde Devo Estar - 144. Ruhenheim - 145. Tiro Silencioso - 146. A Casa do Vampiro - 147. A Cidade da Paranoia - 148. Suicídio Perfeito - 149. Casa Tranquila - 150. A Cidade do Massacre - 151. Memórias que Não Serão Esquecidas Facilmente | - 142. ただいま (Tadaima) - 143. 行くべきところ (Ikubeki Tokoro) - 144. ルーエンハイム (Rūenhaimu) - 145. 静かな銃声 (Shizukana Jūsei) - 146. 吸血鬼の家 (Kyūketsuki no Ie) - 147. 疑心暗鬼の町 (Gishin'angi no Machi) - 148. 完全な自殺 (Kanzen'na Jisatsu) - 149. 安らぎの家 (Yasuragi no Ie) - 150. 殺戮の町 (Satsuriku no Machi) - 151. 忘れらくない記憶 (Wasure Raku Nai Kioku) |

| - 152. Um Ser Fictício - 153. O Fim das Férias - 154. O Grito de Grimmer - 155. A Ira do Magnífico Steiner - 156. O Homem Sem Medo - 157. Uma Imagem que Não Pode Ser Desenhada - 158. Não Chore - 159. Cena do Apocalipse - 160. Aqueles que Vivem - 161. O Amanhã Está Chegando - 162. O Verdadeiro Monstro | - 152. 架空の人間 (Kakū no Ningen) - 153. 休暇の終わり (Kyūka no Owari) - 154. グリムーの叫び (Gurimū no Sakebi) - 155. 超人シュタイナーの怒り (Chōjin Shutainā no Ikari) - 156. 名前のない男 (Namae no Nai Otoko) - 157. 描けない絵 (Egakenai E) - 158. 泣かないで (Nakanaide) - 159. 終末りの風景 (Shūmatsuri no Fūkei) - 160. 命ある者たち (Inochi Aru-sha-tachi) - 161. 明日はくる (Ashita wa Kuru) - 162. 本当の怪物 (Hontō no Kaibutsu) |